# معاهدة بونغايا
معاهدة بونغايا تم توقيعها في 18 نوفمبر 1667م بين سلطان حسن الدين من جوا وشركة الهند الشرقية الهولندية. تم تطوير هذه المعاهدة بعد أن هزمت القوات الإمبريالية الهولندية (المتحالفة مع بوقس) قوات جوا في ماكاسار. وفقًا لبنود الاتفاقية اعترف السلطان حسن الدين رسميًا بتأثير شركة الهند الشرقية الهولندية في الأراضي الإندونيسية (تم الاعتراف بالهولنديين من قبل السلطان بطريقة غير رسمية عام 1667). نتيجة لذلك تم فرض قيود كبيرة على قدرة سلطنة جوا على التجارة. أعلنت المعاهدة أن جميع التجار من جوا بحاجة لطلب ترخيص من أجل ممارسة الأعمال التجارية في المناطق التي تسيطر عليها شركة الهند الشرقية الهولندية. وشملت هذه الأراضي بوتون وماكاسار وتيمور وبيما وسواحل جاوة.